# Сулув (Люблинское воеводство)
Сулув (пол. Sułów) — деревня в Замойском повете Люблинского воеводства Польши. Административный центр гмины Сулув. Находится примерно в 22 км к западу от центра города Замосць. По данным переписи 2011 года, в деревне проживало 387 человек.
В 1975—1998 годах деревня входила в состав Замойского воеводства.

## Население
Демографическая структура по состоянию на 31 марта 2011 года:
|         | Всего | До трудоспособного возраста | Трудоспособного возраста | Старше трудоспособного возраста |
| ------- | ----- | --------------------------- | ------------------------ | ------------------------------- |
| Мужчины | 178   | 33                          | 119                      | 26                              |
| Женщины | 209   | 33                          | 107                      | 69                              |
| Всего   | 387   | 66                          | 226                      | 95                              |